# 文虎勳章
文虎勳章是中華民國北洋政府頒發的軍事或海軍勳章。共分五類。勳章上有老虎圖案。第一次世界大戰期間，大量華人在中国劳工旅和皇家陸軍醫療隊服役，許多英國軍官，尤其是這兩個軍團的軍官因而獲頒此勳章。大多數是在1920年2月發行的。

## 著名授勳者
- 英国少校罗纳德·维克多·考特尼·鲍德利[3]
- 英国海军上将 Sir Osmond de Beauvoir Brock（英语：Sir Osmond de Beauvoir Brock）
- 美国海军军官 Walter S. Crosley（英语：Walter S. Crosley）
- 英国上校 Bryan Fairfax (cricketer)（英语：Bryan Fairfax (cricketer)）
- 中将 Sir Humfrey Myddelton Gale（英语：Sir Humfrey Myddelton Gale）[4]
- 美国海军上将 Albert Gleaves（英语：Albert Gleaves）
- 英国准将 Frederick Kisch（英语：Frederick Kisch）[3]
- 英国陆军元帅  Frederick Rudolph Lambart, 10th Earl of Cavan（英语：Rudolph Lambart, 10th Earl of Cavan）[5]
- 英国舰队司令 Sir Charles Madden, 1st Baronet
- 英国传教士 苏慧廉
- 英国海军上将 Sir Frederick Charles Doveton Sturdee, 1st Baronet
- 英国海军中将 诺曼·伍德豪斯（英语：Norman Wodehouse）
- 日本朝鲜总督 寺內正毅
- 日本将军 田中义一
- 日本将军 福島安正
- 日本陸軍大臣 白川義則
- 张作霖